# ديفيد إليسون
ديفيد إليسون (بالإنجليزية: David Ellison) مواليد 9 يناير 1983 في مقاطعة سانتا كلارا، الولايات المتحدة، هو ممثل ومنتج أمريكي بدأ مسيرته الفنية سنة 2006.

## الأعمال
| السنة | العمل                        | الدور |
| ----- | ---------------------------- | ----- |
| 2010  | عزم حقيقي                    |       |
| 2011  | مهمة مستحيلة: بروتوكول الشبح |       |
| 2012  | جاك ريتشر                    |       |
| 2013  | جي. آي. جو: الانتقام         |       |
| 2013  | ستار تريك إلى الظلام         |       |
| 2013  | حرب الزومبي العالمية         |       |
| 2014  | جاك ريان: الشبح المجند       |       |
| 2015  | المبيد جنسايس                |       |
| 2015  | مهمة مستحيلة: أمة منشقة      |       |
| 2016  | ستار تريك بيوند              |       |
| 2016  | جاك ريتشر: لا عودة مطلقا     |       |
| 2017  | حياة                         |       |
| 2018  | المهمة المستحيلة: تسقط       |       |

## روابط خارجية
- ديفيد إليسون على موقع IMDb (الإنجليزية)
- ديفيد إليسون على موقع ألو سيني (الفرنسية)
- ديفيد إليسون على موقع أول موفي (الإنجليزية)
- ديفيد إليسون على موقع أول موفي (الإنجليزية)
- ديفيد إليسون على موقع بوكس أوفيس موجو (الإنجليزية)
- ديفيد إليسون على موقع قاعدة بيانات الأفلام السويدية (السويدية)
- ديفيد إليسون على موقع قاعدة بيانات الفيلم (الإنجليزية)
- ديفيد إليسون على موقع كينوبويسك (الروسية)